# Nudge. Архитектура выбора
Nudge. Архитектура выбора (англ. Nudge: Improving Decisions about Health, Wealth, and Happiness) — книга, написанная экономистом Чикагского университета и лауреатом Нобелевской премии Ричардом Х. Талером и профессором Гарвардской школы права Кассом Р. Санстейном, впервые опубликована в 2008 году. В 2021 году было выпущено переработанное издание с подзаголовком The Final Edition.
Книга опирается на исследования в области психологии и поведенческой экономики для защиты либертарианского патернализма и активной разработки архитектуры выбора. В книге также популяризируется концепция теории подталкивания. По мнению Талера и Санстейна, подталкивание — это любая форма архитектуры выбора, которая изменяет поведение людей предсказуемым образом без ограничения возможностей или значительного изменения их экономических стимулов. Чтобы считаться простым подталкиванием, воздействие должно требовать минимального вмешательства и быть дешёвым.
Книга получила в основном положительные отзывы. The Guardian описал это как «никогда не пугающее, всегда забавное и проясняющее: весёлая экономическая возня, но с серьёзными уроками внутри». Она была названа одной из лучших книг 2008 года по версии журнала The Economist.

## Краткое содержание

### Человеческое поведение
Одно из главных оправданий поддержки Талером и Санстейном либертарианского патернализма в «Nudge» основывается на фактах человеческой природы и психологии. В книге критикуется взгляд homo economicus на человека, «что каждый из нас неизменно хорошо мыслит и выбирает, и поэтому вписывается в хрестоматийную картину человека, предлагаемую экономистами».
Они приводят множество примеров исследований, которые поднимают «серьёзные вопросы о рациональности многих суждений и решений, которые принимают люди». Они заявляют, что, в отличие от представителей homo economicus, представители вида homo sapiens совершают предсказуемые ошибки из-за использования эвристики, заблуждений и из-за того, как на них влияет их социальное взаимодействие.

#### Две системы мышления
В книге описаны две системы, характеризующие человеческое мышление, которые Санстейн и Талер называют «Рефлексивной системой» и «Автоматической системой». Эти две системы более подробно определены в книге Даниэля Канемана «Думай медленно… решай быстро».
Автоматическая система «быстра и инстинктивна или кажется инстинктивной, и в ней нет того, что мы обычно связываем со словом „мышление“». Примеры работы автоматической системы включают улыбку при виде щенка, нервозность при турбулентности воздуха и уклонение, когда в вас бросают мяч.
Рефлексивная система преднамеренная и осознанная. Она работает, когда люди решают, в какой колледж поступить, куда поехать в поездку и (в большинстве случаев) жениться или нет.

#### Заблуждения и предубеждения
Из-за этих различий и конфликтов между этими системами люди часто допускают ошибки, которые являются результатом широко распространённых предубеждений, эвристики и заблуждений. Они включают:
| Название                        | Описание |
| ------------------------------- | --- |
| якорение                        | Когнитивная предвзятость, при которой человек слишком сильно полагается на одну черту или часть информации. Примером может служить житель Чикаго, которого просят угадать численность населения Милуоки. Зная, что Милуоки — крупный город, но, конечно, не такой большой, как Чикаго, человек возьмёт население Чикаго (примерно 3 миллиона) и разделит его, допустим, на три (получится один миллион). Житель Грин-Бей (население которого составляет около 100 000 человек) может знать, что Милуоки больше, чем Грин-Бей, и утроить население их родного города, чтобы прийти к предположению (300 000). Разница в предположениях людей из-за их географического положения является примером привязки. Реальное население Милуоки около 580 000. |
| Эвристика доступности           | Когда люди предсказывают частоту события, основываясь на том, насколько легко можно привести пример. Авторы заявляют, что это может помочь объяснить, почему люди думают, что убийства происходят чаще, чем самоубийства, поскольку примеры убийств более доступны. Эвристика доступности может иметь негативные последствия для бизнеса и политики, потому что люди будут переоценивать риски, в результате чего люди приобретают ненужную страховку, а правительства преследуют социальные цели за счёт других, более выгодных. |
| Репрезентативность              | Когда люди оценивают вероятность или частоту гипотезы, учитывая, насколько гипотеза похожа на имеющиеся данные. Примером может служить восприятие значимых закономерностей в информации, которые на самом деле является случайными. К ним относятся ложные рассказы о «кластерах рака» и распространенное в баскетболе убеждение, что игроки могут стать «горячими». Из-за количества сделанных бросков у игроков обязательно будет время, когда они забьют много бросков подряд, но болельщики баскетбола ошибочно полагают, что игрок, который только что сделал серию бросков, с большей вероятностью сделает следующий бросок. |
| Отклонение в сторону статус-кво | Это когда люди с большой вероятностью продолжат порядок действий, поскольку он традиционно использовался, даже если этот порядок действий явно не в их интересах. Примером отклонения в сторону к статус-кво на работе может быть случай, когда журнальные компании предлагают пробные версии своих журналов бесплатно, но затем, после окончания пробного периода, продолжают отправлять журналы и взимать плату с покупателя до тех пор, пока он или она не откажется от подписки. Это приводит к тому, что многие люди получают и платят за журналы, которые они не читают. |
| Стадное чувство                 | На людей сильно влияют действия других. Санстейн и Талер цитируют известное исследование Соломона Аша, в котором люди из-за социального давления отвечают на определённые вопросы явно неверным образом (например, говорят, что две строки имеют одинаковую длину, хотя это явно не так). |

### Либертарианский патернализм
Либертарианский патернализм (также называемый мягким патернализмом) — это союз двух политических понятий, которые обычно рассматриваются как противоречащие друг другу: либертарианство и патернализм. Санстейн и Талер заявляют, что «либертарианский аспект наших стратегий заключается в прямом настаивании на том, что в целом люди должны иметь право делать то, что им нравится, и отказываться от нежелательных договорённостей, если они этого хотят». Патерналистская часть термина «заключается в утверждении, что для архитекторов выбора законно пытаться влиять на поведение людей, чтобы сделать их жизнь дольше, здоровее и лучше».
Архитектура выбора описывает способ, в котором на решения влияет то, как представлен выбор. Людей можно «подтолкнуть», определённым образом выстраивая архитектуру выбора, не отнимая у человека свободы выбора. Простым примером подталкивания может быть размещение здоровой пищи в школьной столовой на уровне глаз, а менее полезной нездоровой пищи — в труднодоступных местах. На самом деле людям не мешают есть всё, что они хотят, но такая организация выбора продуктов питания заставляет людей есть меньше нездоровой пищи и больше здоровой.

### Рекомендации по политике
Санстейн и Талер применяют идею подталкивания в контексте архитектуры выбора, чтобы предложить политические рекомендации в духе либертарианского патернализма. У них есть рекомендации в области финансов, здоровья, окружающей среды, школы и брака. Они считают, что эти проблемы можно хотя бы частично решить, улучшив архитектуру выбора.

#### Пенсионные сбережения
Талер и Санстейн отмечают, что многие американцы не копят достаточно для выхода на пенсию. Они заявляют, что «в 2005 году уровень личных сбережений американцев был отрицательным — впервые с 1932 и 1933 годов — времён Великой депрессии».
Одно из изменений, которое они предлагают, — это создание лучших планов по умолчанию для сотрудников. Сотрудники смогут принять любой план, который им нравится, но, если не будет предпринято никаких действий, они будут автоматически зачислены в специально разработанную программу [например, социальное обеспечение]. Они также предлагают то, что они называют планом «Сэкономить больше завтра». Это сделано для решения проблемы людей, которые хотят сэкономить больше, но на самом деле откладывают это. Эта программа будет предлагать «участникам заранее взять на себя обязательство по увеличению взносов, приуроченных к увеличению заработной платы».

#### Здравоохранение
Книга содержит анализ программы администрации Буша — младшего Medicare Part D. Талер и Санстейн заявляют, что «в некоторых аспектах Буш был на правильном пути» с планом, но что «как образец архитектуры выбора… он страдал от громоздкой конструкции, которая препятствовала принятию правильных решений». В частности, они считают, что выбор программ по умолчанию не должен был быть случайным и что бенефициарам программы не были предоставлены адекватные ресурсы, чтобы справиться с количеством вариантов, с которыми они столкнулись. Они думают, что пожилым людям, которые не подписались на программу, следует назначить одну из них, и что ежегодно им следует отправлять по почте подробный список всех лекарств, которые они использовали, и всех расходов, которые они понесли. Эта информация будет доступна в свободном доступе в Интернете, чтобы бенефициары могли легко сравнивать свои программы с другими аналогичными программами.
Санстейн и Талер также предлагают способ повысить уровень донорства органов в США. Они утверждают, что необходимо ввести обязательную программу выбора, согласно которой, если кто-то хочет продлить свои водительские права, то он должен сказать, хочет ли он стать донором органов. Они также выступают за создание веб-сайтов, которые показывали бы, что более широкое сообщество поддерживает донорство органов, чтобы подтолкнуть людей к тому, чтобы они сами стали донорами.

## Предыстория
Талер придумал термин «либертарианский патернализм» в дискуссии с Кейси Б. Маллиганом, а затем продолжил обсуждение этого термина во время еженедельного обеда с Кассом Санстейном. В 2003 году Талер и Санстейн написали статьи по этой теме в журналах American Economic Review и University of Chicago Law Review.
Имя Талера стоит первым, потому что книга основана в основном на его исследованиях, и авторы решили, что каждая глава будет написана от лица Талера. Деньги были разделены поровну между двумя авторами.
Талер хотел, чтобы подзаголовком была архитектура «Мягкая сила архитектуры выбора» (The Gentle Power of Choice Architecture).

## Реакция критики
В обзоре Джорджа Уилла для журнала Newsweek говорится, что «подталкивания обладают дополнительным достоинством, поскольку они раздражают тех суетливых людей, либералов-нянек, которых, как говорится, не волнует, что люди делают, пока это обязательно».
Британский журналист Брайан Эппльярд в обзоре для The Times критически оценил книгу, назвав её «очень, очень скучным чтением, упорным маршем по социальной политике со скучными списками того, какие подталкивания следует применять и как», и что «книге нужно не больше примеров, а более детальная проработка центральной идеи».
Кристофер Ши написал для The Washington Post: «В конце концов, надо сказать, изобилие предложений в Nudge, какими бы достойными они ни были, и бесчисленные резюме исследований, подтверждающих их, становятся немного утомительными. Какой бы влиятельной ни была книга, трудно представить, что она продвинется вместе с „Озарением“ Малкольма Гладуэлла (низшая социальная наука, куда более беззаботный стиль) в списке бестселлеров».
Элизабет Колберт в The New Yorker высказала сомнения по поводу некоторых выводов книги, когда написала, что

многие из предложений в Nudge кажутся хорошими идеями, и даже, как в случае с «Сохранить больше завтра», практическими. Однако, как признают Талер и Санстейн, весь проект вызывает довольно неудобные вопросы. Если нельзя положиться на «подталкиваемого» в понимании его собственных интересов, зачем останавливаться на этом подталкивании? Почему бы не предложить «толчок» или даже «пихание»? И если нельзя доверять людям, которые делают правильный выбор для себя, как им можно доверять в принятии правильных решений для всех нас?
Оригинальный текст (англ.)many of the suggestions in Nudge seem like good ideas, and even, as with “Save More Tomorrow,” practical ones. The whole project, though, as Thaler and Sunstein acknowledge, raises some pretty awkward questions. If the “nudgee” can’t be depended on to recognize his own best interests, why stop at a nudge? Why not offer a “push,” or perhaps even a “shove”? And if people can’t be trusted to make the right choices for themselves how can they possibly be trusted to make the right decisions for the rest of us?
— 
В июле 2011 года подгруппа Комитета по науке и технологиям Палаты лордов Великобритании завершила годовой обзор изменений в поведении на основе 148 письменных представлений и свидетельских показаний 70 свидетелей. Обзор вела баронесса Нойбергер. В интервью газете The Guardian баронесса Нойбергер сообщает, что обнаружила «очень мало» доказательств эффективного воздействия Nudge:

Вам нужно больше, чем просто подталкивание… Вмешательства по изменению поведения, по-видимому, работают лучше всего, когда они являются частью пакета мер регулирования и налогово-бюджетной политики… все политики любят быстрые решения… одна из проблем со всем этим заключается в том, что если вы действительно хотите изменить поведение людей, это занимает очень много времени… вы должны посмотреть на период от 20 до 25 лет, прежде чем вы полностью измените своё поведение.
Оригинальный текст (англ.)You need more than just nudge ... Behavioural change interventions appear to work best when they're part of a package of regulation and fiscal measures ... all politicians love quick fixes ... one of the problems with all of this is if you really want to change people's behaviour it takes a very long time ... you have to look at a 20- to 25-year span before you get a full change of behaviour.
— 
Американский профессор права Пьер Шлаг отмечает, что, несмотря на всё своё внимание к вопросам фреймирования, Санстейн и Талер игнорируют ряд важных вопросов: «(1) Что оптимизировать? (2) Когда подталкивание является толчком? (3) Стоит ли отдавать предпочтение экспертам? и (4) Когда мы подталкиваем?»
Герд Гигеренцер, психолог, в своей статье 2015 года «О предполагаемых доказательствах либертарианского патернализма» написал: «После публикации книги Талера и Санстейна (2008) „Nudge“ почти всё, что влияет на поведение, было переименовано в „подталкивание“, что делает эту концепцию бессмысленной».